# Döbrönte
Döbrönte est un village et une commune du comitat de Veszprém en Hongrie.